# Григор Олег Олександрович
Григор Олег Олександрович (18 січня 1967 р., Кривий Ріг, Дніпропетровська область, УРСР)  - доктор політичних наук, професор, ректор Черкаський державний технологічний університет.

## Життєпис
У 1984 р. — закінчив  середню школу у с. Княжа Звенигородський район Черкаська область.
У 1990 р. — закінчив механіко-технологічний факультет філіалу Київський політехнічний інститут за спеціальністю "Технологія машинобудування, металорізальні верстати та інструменти". Присвоєна кваліфікація "інженер-механік".

## Трудова діяльність
З 1990 до 1993 р. працював технологом складського цеху Черкаський приладобудівний завод.
З 1993 до 1996 р. навчався в аспірантурі Черкаський інженерно-технологічний інститут за спеціальністю 08.06.01 "Економіка підприємництва і форми господарювання". Науковим керівником був досвідчений науковець, справжній патріот – професор Губар Станіслав Іванович.
З 1996 р. працював старшим викладачем кафедра економіки та управління Черкаський інженерно-технологічний інститут, науковим співробітником.
Поєднував викладацьку та наукову роботу. Викладав дисципліни: "Маркетинг", "Основи бізнесу", "Маркетинг послуг", "Управління збутом", "Рекламна діяльність", "Міжнародний маркетинг", "Міжнародна економіка", "Зовнішня економічна діяльність"
У 2002 р. балотувався по мажоритарному округу №38 до Черкаська міська рада 4-го скликання: від Демократична Партія України
У 2003 р. захистив дисертацію на здобуття наукового ступеня кандидат наук з державного управління зі спеціальності "Теорія та історія державного управління".
З 2004 р. – доцент кафедри економіки та управління Черкаського державного технологічного університету.
У 2006 - 2014 р. очолював навчальний відділ Черкаського державного технологічного університету.
У 2014 – 2015 р. був начальником навчально-організаційного відділу Східноєвропейського університету економіки та менеджменту.
З 2014 р. -  член конкурсної комісії Черкаської обласної державної адміністрації.
З червня 2015 р. – по листопад 2016 р. - перший проректор Черкаський державний технологічний університет.
З червня 2016 р. згідно з Наказом Міністерства освіти і науки України виконує обов’язки ректора Черкаського державного технологічного університету. 
Наказом Міністерства освіти і науки України №615-К від 28.11.2016 р. Григора О.О. призначено ректором Черкаського державного технологічного університету.

## Наукові праці
Автор понад 100 наукових праць.
Наукові праці Григора Олега Олександровича [Архівовано 27 жовтня 2017 у Wayback Machine.] Остання праця датується 2019 роком. Майже всі праці - в співавторстві. Ось такий він "науковець". 